# Турецк
Туре́цк — деревня в Большеулуйском районе Красноярского края. Входит в состав Новоеловского сельсовета.

## География
Деревня находится на расстоянии примерно 10 км (по прямой) к юго-востоку от села Большой Улуй, административного центра района.

### Климат
Климат резко континентальный, с продолжительной морозной зимой и коротким тёплым летом. Средняя температура воздуха самого тёплого месяца (июля) составляет 17,9 °C; самого холодного (января) — −18,2 °C. Продолжительность безморозного периода составляет в среднем 105 дней. Среднегодовое количество атмосферных осадков составляет 474 мм, из которых 341 мм выпадает в период с апреля по октябрь.

## Население
| 2010 |
| ---- |
| 114  |

### Национальный состав
Согласно результатам переписи 2002 года, в национальной структуре населения русские составляли 87 % из 143 чел.